# Cyclanthera naudiniana
Cyclanthera naudiniana är en gurkväxtart som beskrevs av Célestin Alfred Cogniaux. Cyclanthera naudiniana ingår i släktet springgurkor, och familjen gurkväxter. Inga underarter finns listade i Catalogue of Life.